# André Lanskoy
Pour les articles homonymes, voir Lanskoy.
André Lanskoy, né le 5 mars 1903 à Moscou et mort le 22 août 1976 à Paris 17e, est un peintre et lithographe franco-russe de la nouvelle École de Paris.

## Biographie
Né à Moscou, fils du comte Mikhaïl Mikhaïlovitch Lanskoï (1863-1924), André Lanskoy fait ses études à Saint-Pétersbourg, puis à Kiev.
Il arrive à Paris en 1921 où il fréquente l'académie de la Grande Chaumière et se consacre entièrement à la peinture. Wilhelm Uhde le remarque dès 1924. Après une longue période figurative, il s'oriente vers l'abstraction à partir de 1938.
On lui doit aussi des lithographies et des cartons de tapisserie.
Il est enterré au cimetière russe de Sainte-Geneviève-des-Bois.

## Expositions
Dès 1924, il participe au Salon d'automne.
En 1960, il participe à l'exposition[Où ?] « Peintres russes de l'École de Paris ».

## Musées et collections publiques
- Pour les jours de la semaine, 1955, musée national des beaux-arts du Québec[4]

### Iconographie
- Willy Maywald, Portrait d'André Lanskoy dans son atelier (vers 1950), photographie[réf. nécessaire]